# グアルーリョス国際空港
グアルーリョス国際空港（ポルトガル語: Aeroporto Internacional de Guarulhos）は、ブラジル連邦共和国サンパウロにある国際空港。都心の25km北東に位置している。

## 概要
サンパウロの主力空港であり、ブラジル全体のハブ空港である。24時間運営されている。サンパウロ北東部に隣接する自治体グアルーリョスのクンビーカ地域に1985年に開港した。
世界各国の40社の定期便（旅客便のみ）が乗り入れており、オセアニアを除く全大陸の28カ国の100を超える都市との間に定期旅客便が就航している。2019年の旅客数は約4300万人で南米の空港では最大だった。
サンパウロ都市圏には他にコンゴーニャス空港やヴィラコッポス国際空港があり、航空輸送を分担している。

## 歴史

### 開港までのいきさつ

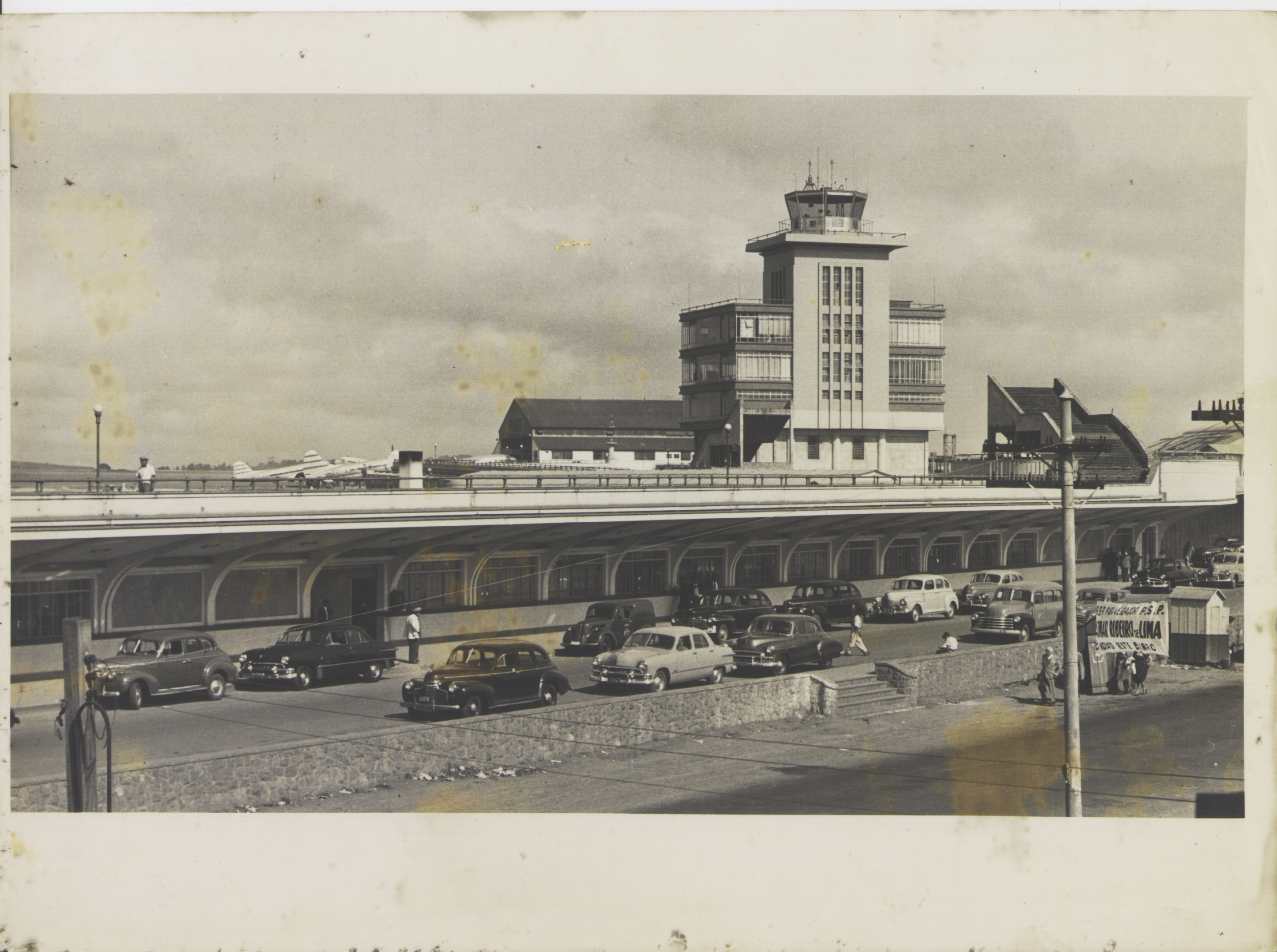
コンゴニャス国際空港(1950年代)

1910年代から1950年代にかけて、ブラジル最大の都市であるサンパウロは世界各国から多くの訪問者が訪れるにもかかわらず、市内中心部からわずか8キロに位置し利便性が高いものの、1,940メートルと1,435メートルという、最新鋭のデ・ハビランド DH.106 コメットやボーイング707などの大型ジェット機の着陸が不可能な滑走路しか持たず、そのために国内線とアルゼンチンやウルグアイ、ボリビアなどの近隣諸国との近距離国際線の路線しか運航することができないコンゴニャス国際空港しか存在していなかった。
なお1960年になって、サンパウロ近郊に長距離国際線にも対応する本格的な国際空港であるヴィラコッポス国際空港が開港した。しかし、市内より100キロ近く離れたカンピーナス市にあり、サンパウロ市街地との間の連絡バスで2時間近くかかった。このため、エールフランスや日本航空、パンアメリカン航空やルフトハンザ・ドイツ航空などのボーイング707やダグラス DC-8、コンベア880などの大型機で運航する諸外国のフラッグ・キャリアの航空会社は、距離の遠さと利便性の低さには目をつぶりヴィラコッポス国際空港に乗り入れていた。

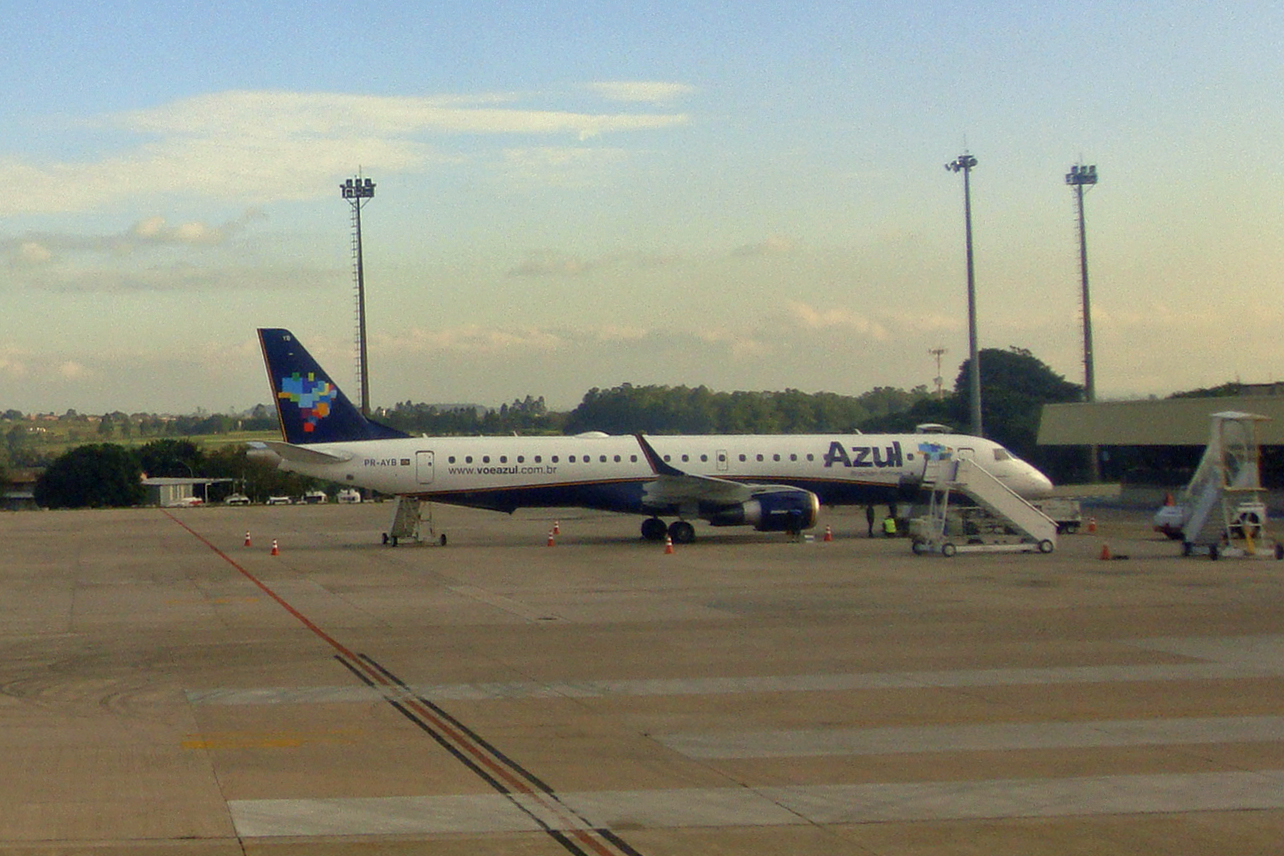
ヴィラコッポス国際空港(2000年代)

これに対し、当時のブラジルのフラッグ・キャリアであるヴァリグ・ブラジル航空の中長距離国際線は、ヴィラコッポス国際空港ではなく、1952年に開港した3,000メートル級の滑走路を2本持つリオ・デ・ジャネイロのガレオン国際空港を発着地として運行されていた。この場合、中長距離国際線でサンパウロへ向かうには、ガレオン国際空港で一旦VASP航空やクルゼイロ航空のボーイング727やボーイング737で運航されている連絡便に乗り継いでコンゴニャス国際空港へ向かうという、手間も時間もかかる経路を取らざるを得なかった。
そのため、パンアメリカン航空や日本航空、エールフランスやルフトハンザ・ドイツ航空などのいくつかの航空会社は、ヴィラコッポス国際空港とガレオン国際空港の両方の空港に乗り入れ、連絡バスや連絡便を用意することで乗客に選択肢を与えていた。しかしいずれにしても、サンパウロに中長距離国際線で訪れる乗客は、手間も時間もかかる経路を取ることを余儀なくされていた。

### 開港

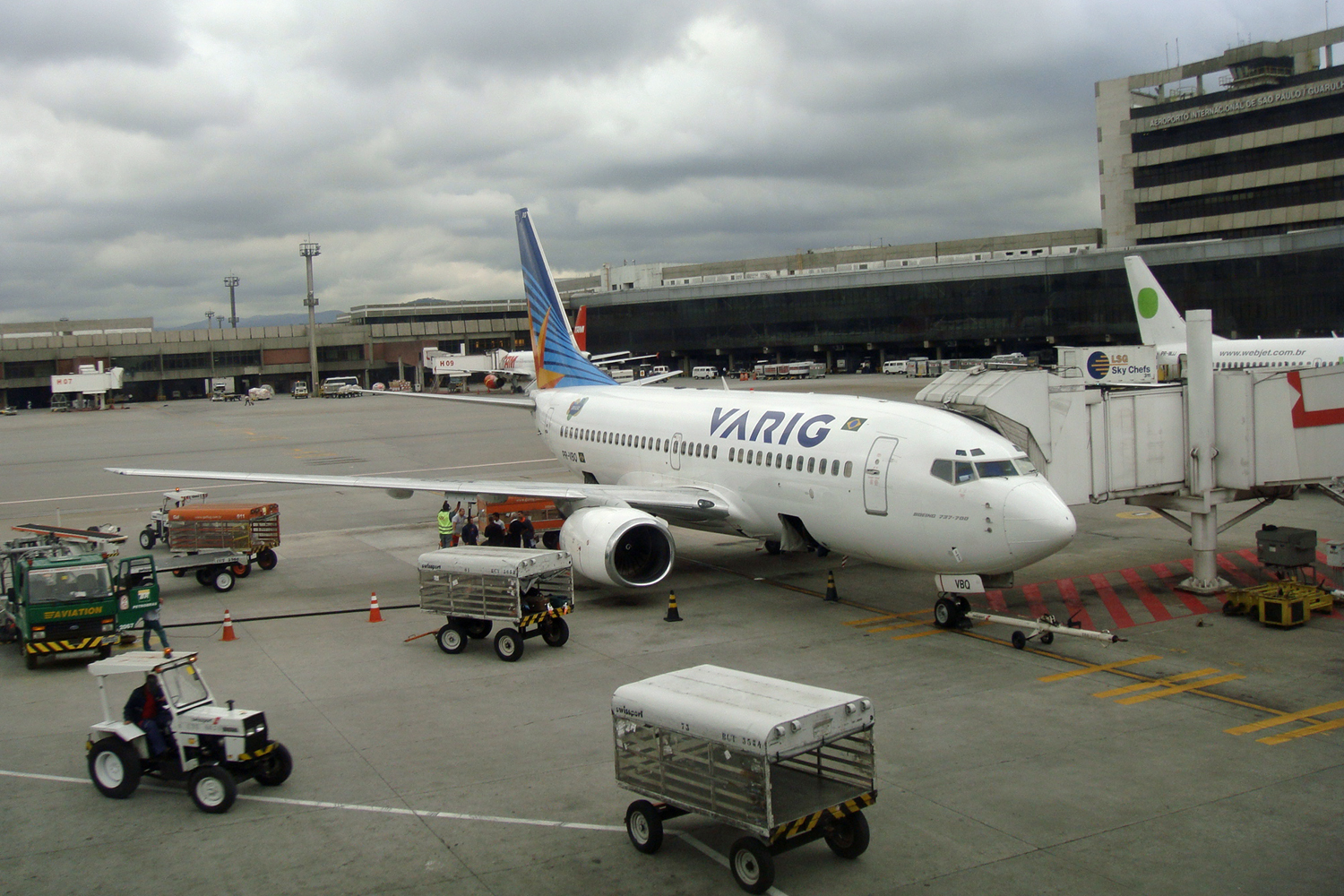
駐機するヴァリグ・ブラジル航空のボーイング737型機

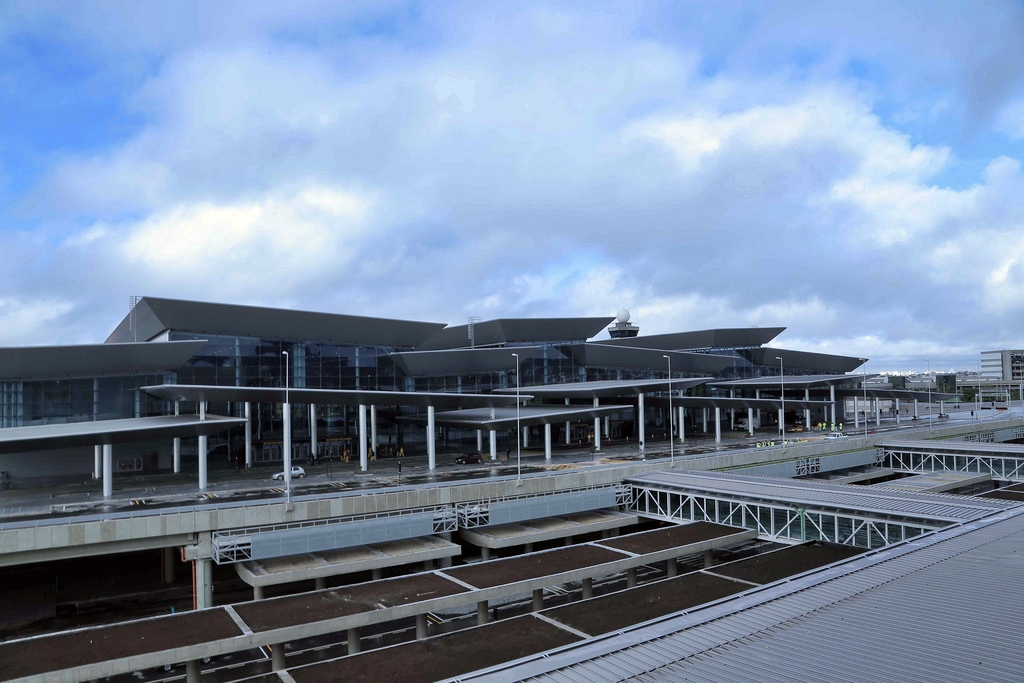
ターミナル3

この様な状況下で、旅客の利便性の向上を高めるために1960年代からサンパウロ近郊への新空港建設の必要性が叫ばれていたこともあり、候補地の選択が進み、1970年代に入り新空港をサンパウロ北東部約25キロに隣接するグアルーリョスのクンビーカ地域にあるブラジル空軍基地を拡張して建設することに決まった。その後1970年代後半に建設が開始され、1985年1月20日に開港した。
開港以降、ヴィラコッポス空港を発着する貨物便を除く中長距離国際線の殆どがグアルーリョス国際空港に移った他、2000年代にはブエノスアイレスやモンテビデオ、ラパス線などのコンゴニャス国際空港を発着する近距離国際線も、全てグアルーリョス国際空港に移った。

### 拡大
2007年7月にコンゴニャス国際空港で発生したTAM航空3054便オーバーラン事故の影響を受けて、一部の中型ジェット機の同空港への乗り入れが制限されその多くが乗り入れ先をグアルーリョス国際空港に変更したことで、グアルーリョス国際空港の輸送量が今後ますます増加することが予想された。
2010年で開港から25年を迎えることから、第1、第2ターミナルの近代化改修や、滑走路や誘導路の再舗装工事、地下鉄の乗り入れ工事が行われた。2011年にはターミナル3の建設が開始された。

### 現在
現在はオセアニア以外の全大陸と世界各都市を直行便で結ぶブラジルを代表する空港であり、ゴル航空やLATAM ブラジルをはじめとする複数のブラジルの航空会社のハブ空港でもあり、ブラジル各都市を相互に結ぶハブ空港の役割もある。ただし、ブラジル内各都市の行先や時刻によっては、連絡バスでサンパウロ市内にあるコンゴーニャス空港に行って乗り換える場合もある。
その役割からブラジルの全航空輸送量の30%をこの空港が担っているが、貨物便の多くは貨物施設が整っており、発着枠に余裕のあるヴィラコッポス国際空港に就航している。
2016年にリオデジャネイロで夏季オリンピックが開催された上に、今後のブラジル経済のさらなる成長に合わせ、旅客数や貨物需要の急増が見込まれることから、現在は第4ターミナルの建設が進められているほか、第3滑走路の建設も計画されている。

## 名称

### 公式名称
公式名称は「Aeroporto Internacional de São Paulo/Guarulhos – Governador André Franco Montoro」（サン・パウロ/グアルーリョス – アンドレ・フランコ・モントーロ知事国際空港）であるが、一般的には所在地名の「グアルーリョス空港」や「クンビッカ空港」と呼ばれている。

### コード
サンパウロのIATA都市コードは「SAO」であるが、IATA空港コードはサンパウロの国内線専用空港であるコンゴーニャス空港の「CGH」と区別する為に「GRU」を使用している。

## 施設
空港の敷地面積は1377haである。旅客ターミナルは3棟で、都心側から1、2、3の順に並んでいる。
- ターミナル1は貨物ターミナルを改装したもので、比較的小規模な建物である。国内線用の小型機が発着している。他のターミナルとは離れており、乗り継ぎの際は無料シャトルバスを利用する。アズールブラジル航空が使用している。
- ターミナル2は最も大きく古い建物である。国内線の大半と近距離の国際線が発着している。ターミナル3とは通路で連結しており、徒歩で移動できる。
- ターミナル3は2015年に完成した最新の建物である。長距離の国際線が発着している。大型機に対応しており、A380が駐機できる搭乗橋も備えている。

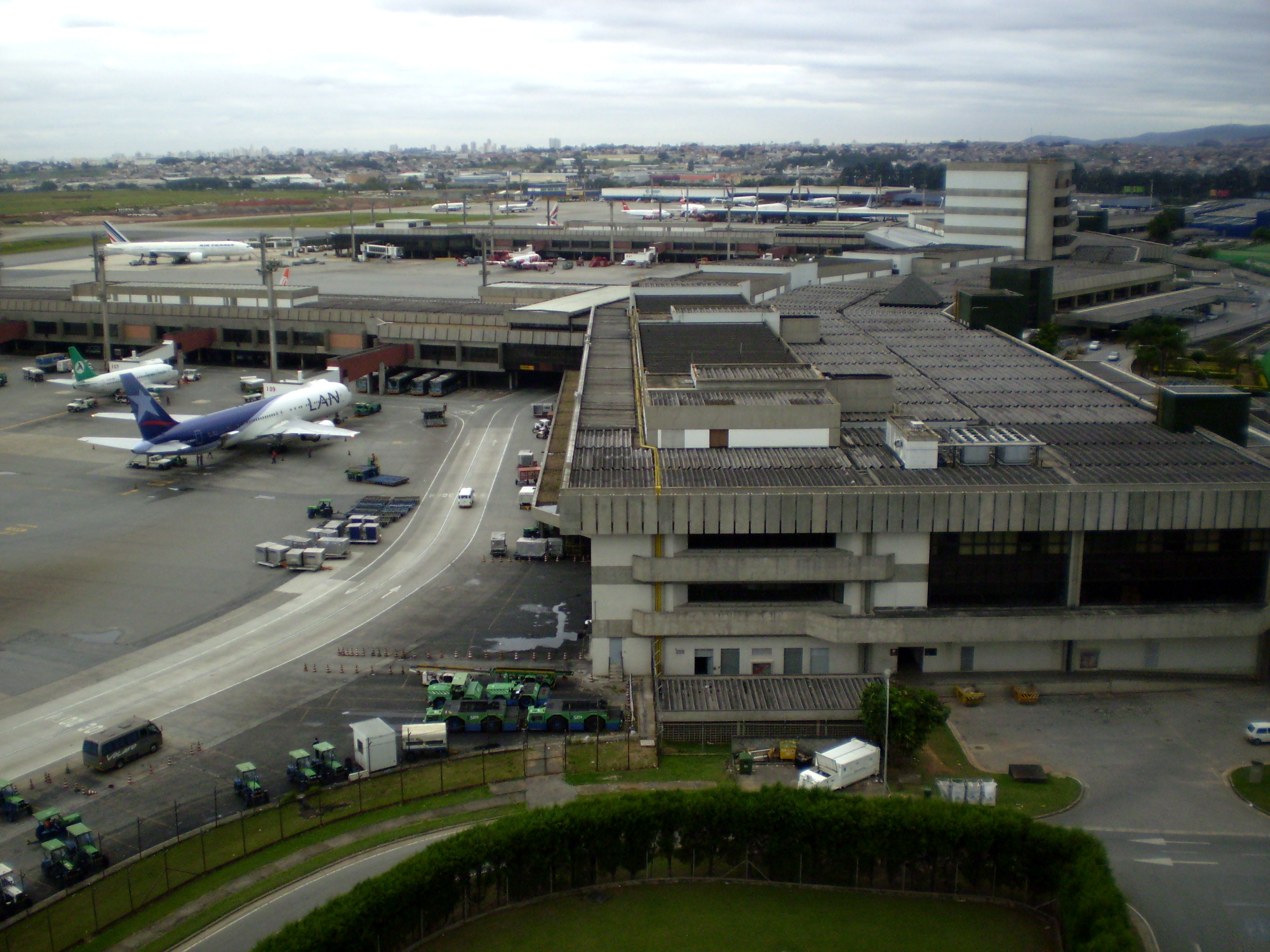
ターミナル1 外観
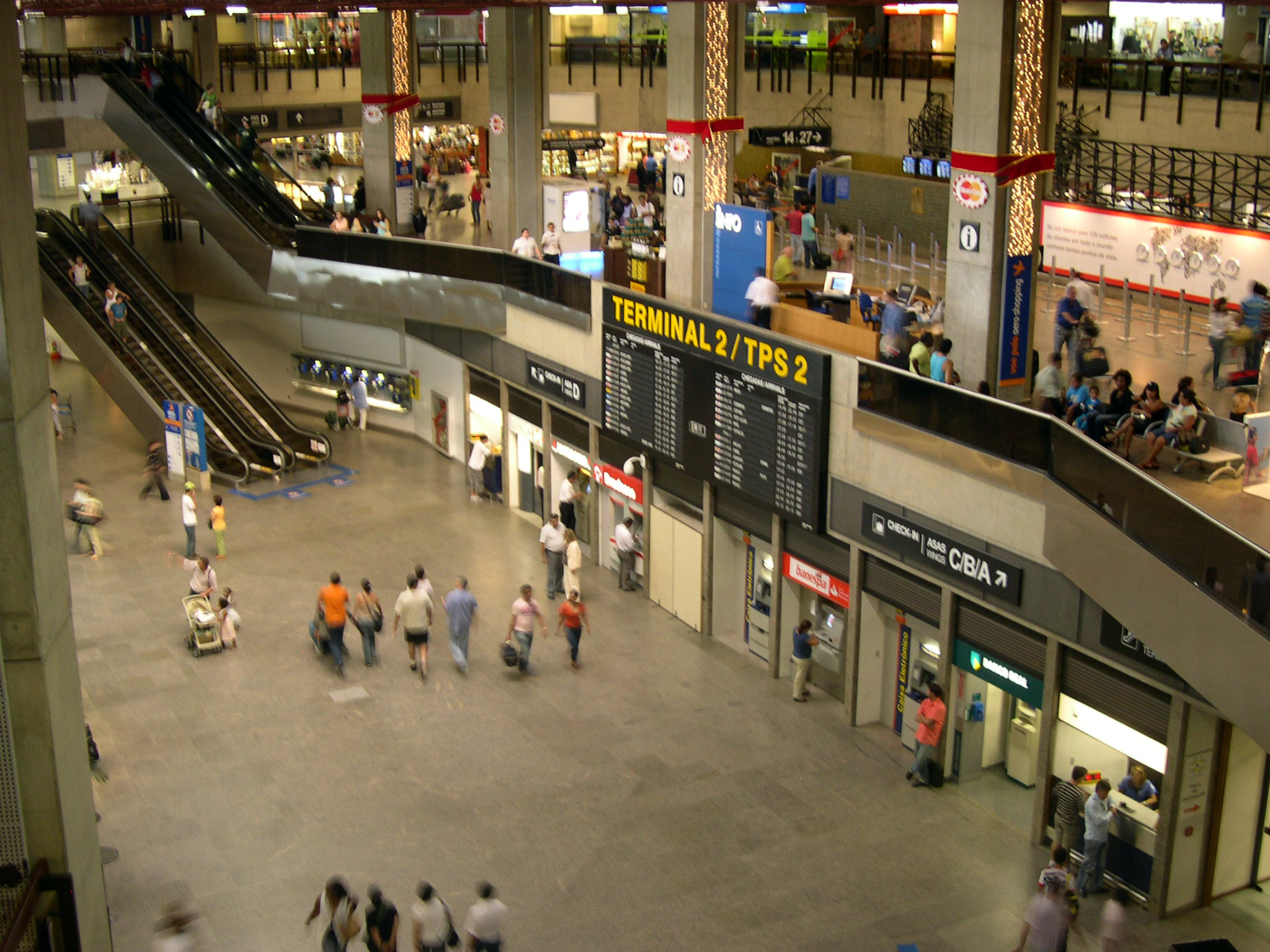
ターミナル1 内部
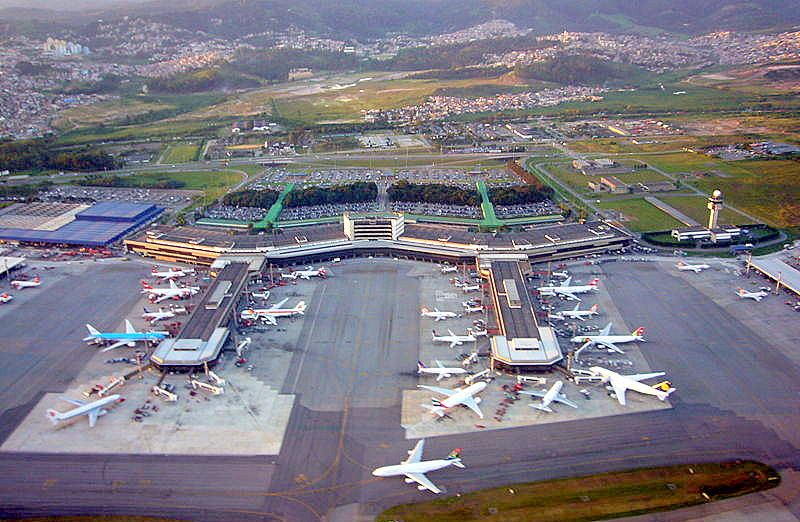
ターミナル2 外観
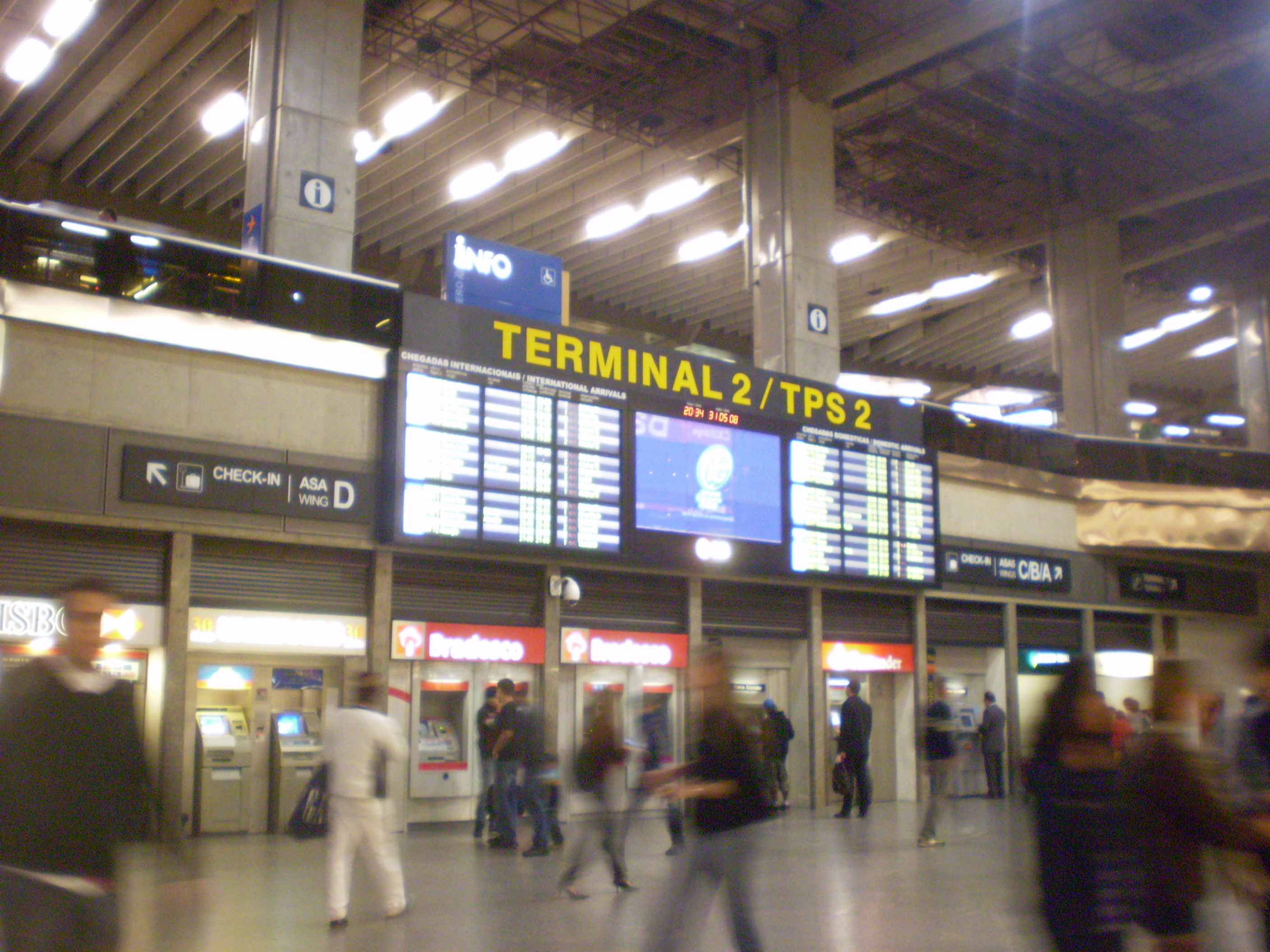
ターミナル2 内部
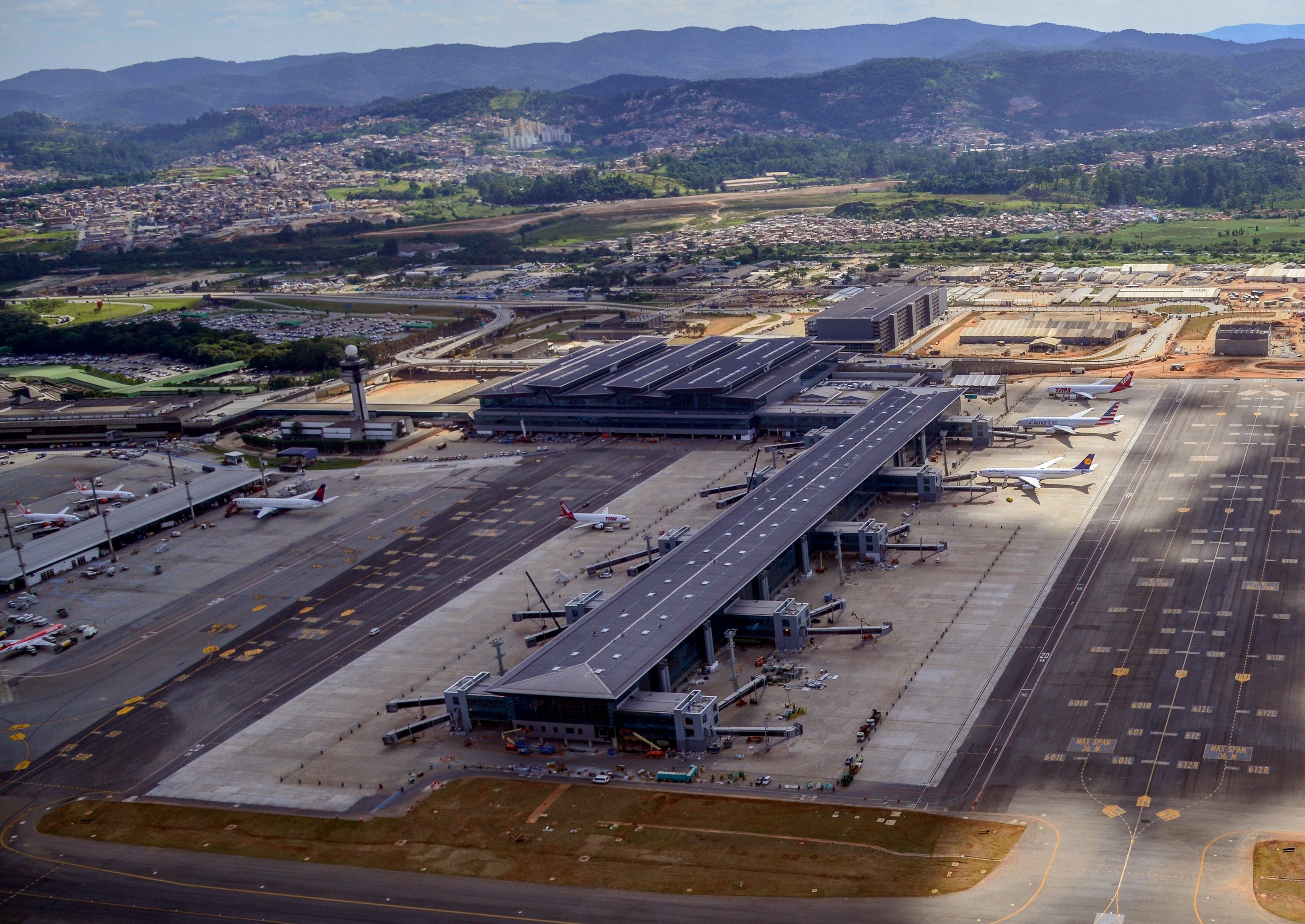
ターミナル3 外観
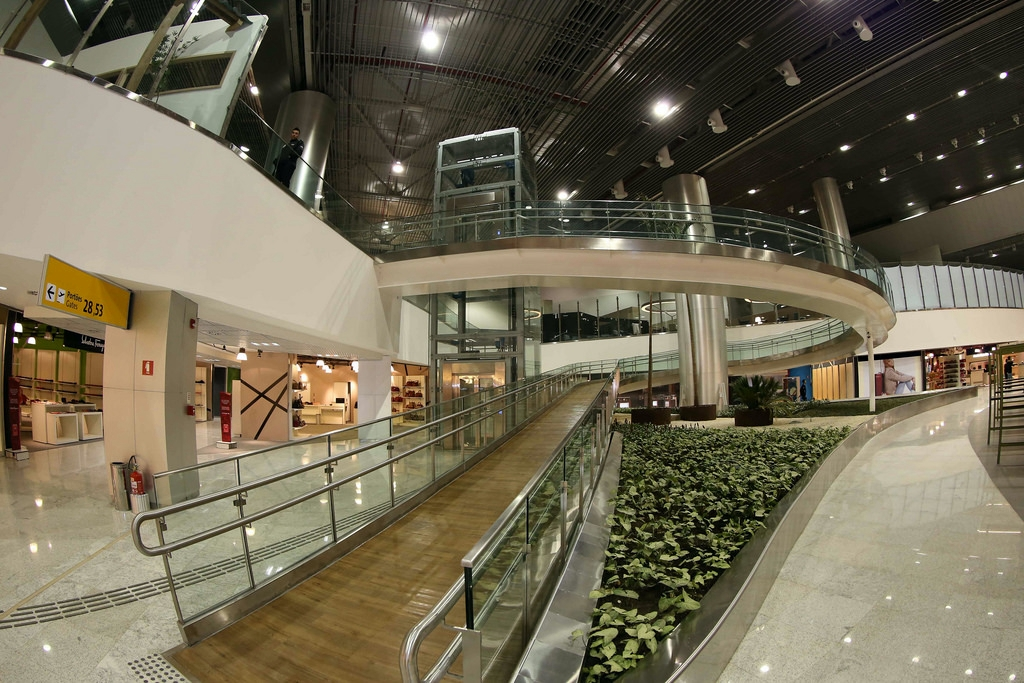
ターミナル3 内部

## 就航路線
| 航空会社                     | 就航地 |
| ---------------------------- | --- |
| LATAM ブラジル               | 国内線 : アラカジュ、ベレン、ベロオリゾンテ/コンフィンス、ボア・ヴィスタ、ブラジリア、カンポ・グランデ、クイアバ、クリチバ、フロリアノーポリス、フォルタレザ、フォス・ド・イグアス、ゴイアニア、イリェウス、ジョアンペソア、ジョインヴィレ、ジュアゼイロ・ドゥ・ノルチェ、ロンドリーナ、マセイオ、マナウス、ナタール、ナヴェガンテス、ペトロリナ、ポルト・アレグレ、ポルト・セグーロ、レシフェ、リベイラン・プレト、リオブランコ、リオデジャネイロ/ガレオン、サルヴァドール、サン・ジョゼー・ド・リオ・プレト、サン・ルイス、ヴィトーリア、ヴィトリア・ダ・コンキスタ 南米 : ブエノスアイレス/エセイサ、カラカス、リマ、モンテビデオ、ロサリオ、サンティアゴ 中米 : メキシコシティ 北米 : マイアミ、ニューヨーク/JFK、オーランド ヨーロッパ : フランクフルト、ロンドン/ヒースロー、マドリッド、ミラノ/マルペンサ、パリ/シャルル・ド・ゴール                                               |
| ゴル航空                     | 国内線 : アラカジュ、ベレン、ベロオリゾンテ/コンフィンス、ブラジリア、カンポ・グランデ、カシアス・ド・スル、シャペコ、クイアバ、クリチバ、フロリアノーポリス、フォルタレザ、フォス・ド・イグアス、ゴイアニア、イリェウス、ジョアンペソア、ジュアゼイロ・ドゥ・ノルチェ、ロンドリーナ、マカパ、マセイオ、マナウス、マリンガ、ナタール、ナヴェガンテス、ペトロリナ、ポルト・アレグレ、ポルト・セグーロ、ポルト・ヴェーリョ、レシフェ、リベイラン・プレト、リオブランコ、リオデジャネイロ/ガレオン、リオデジャネイロ/サントス・ドゥモン、サルヴァドール、テレジーナ、ヴィトーリア、ヴィトリア・ダ・コンキスタ 南米 : アスンシオン、ブエノスアイレス/ホルヘ・ニューベリー、ブエノスアイレス/エセイサ、コルドバ、モンテビデオ、サンタ・クルス・デ・ラ・シエラ/ビルビル カリブ海諸島 : アルバ、バルバドス、プンタ・カナ（カラカス経由）、サントドミンゴ 北米 : オーランド（サントドミンゴ経由） |
| アズールブラジル航空         | アラサトゥバ、アラシャ、バウル/アリャールヴァ、ベレン、ベロオリゾンテ/コンフィンス、ベロオリゾンテ/パンプーリャ、ブラジリア、カンピーナス、カスカーフェル、クリスーマ、クイアバ、クリチバ、フォス・ド・イグアス、ゴベルナドール・バラダレス、イパチンガ、ジュアゼイロ・ドゥ・ノルチェ、ジョインヴィレ、ロンドリーナ、マナウス、マリリア、マリンガ、ポルト・アレグレ、ポルト・ヴェーリョ、プレジデンチ・プルデンチ、レシフェ、レゼンジ、リオブランコ、リオデジャネイロ/サントス・ドゥモン、ロンドノーポリス、サルヴァドール、サン・ジョゼー・ド・リオ・プレト、ウベルランジア、バルジニャ、ヴィトーリア |
| アルゼンチン航空             | ブエノスアイレス/ホルヘ・ニューベリー、ブエノスアイレス/エセイサ |
| フライボンダイ               | ブエノスアイレス/エセイサ |
| アビアンカ航空               | ボゴタ |
| ビバエア・コロンビア         | メデジン |
| LATAM チリ                   | サンティアゴ |
| スカイ航空                   | サンティアゴ |
| ボリビアーナ航空             | サンタ・クルス・デ・ラ・シエラ/ビルビル |
| アマゾナス航空               | サンタ・クルス・デ・ラ・シエラ/ビルビル |
| LATAM ペルー                 | リマ |
| パラン航空                   | アスンシオン |
| コパ航空                     | パナマシティ |
| アエロメヒコ航空             | メキシコシティ 季節運航: カンクン |
| クバーナ航空                 | ハバナ |
| デルタ航空                   | アトランタ、デトロイト、ニューヨーク/JFK |
| アメリカン航空               | ダラス/フォートワース、マイアミ、ニューヨーク/JFK |
| ユナイテッド航空             | シカゴ/オヘア、ヒューストン、ニューアーク、ワシントン/ダレス |
| エア・カナダ                 | トロント |
| TAP ポルトガル航空           | リスボン、ポルト |
| イベリア航空                 | マドリッド |
| エア・ヨーロッパ             | マドリッド |
| エールフランス               | パリ/シャルル・ド・ゴール |
| ITAエアウェイズ              | ローマ/フィウミチーノ |
| ルフトハンザ航空             | フランクフルト、ミュンヘン |
| ブリティッシュ・エアウェイズ | ロンドン/ヒースロー |
| KLMオランダ航空              | アムステルダム |
| スイス国際航空               | チューリッヒ |
| ターキッシュ エアラインズ    | イスタンブール |
| エミレーツ航空               | ドバイ |
| カタール航空                 | ドーハ |
| 南アフリカ航空               | ヨハネスブルグ |
| ロイヤル・エア・モロッコ     | カサブランカ |
| エチオピア航空               | アディスアベバ（ロメ経由）、ロメ |
| TAAGアンゴラ航空             | ルアンダ |
| 中国国際航空                 | マドリッド、北京/首都（マドリッド経由） |

### 貨物
| 航空会社     | 目的地 |
| ------------ | --- |
| ABSA貨物航空 | ベレン、フォルタレザ、マナウス、レシフェ |
| リオ航空     | ブラジリア、マナウス、レシフェ、リオデジャネイロ/ガレオン、サルヴァドール・ダ・バイーア                                                        |
| トータル航空 | ベロオリゾンテ/コンフィンス、クリティーバ/アフォンソ・ペーナ、フロリアノーポリス、フォルタレザ、ポルト・アレグレ、サルヴァドール・ダ・バイーア |

## 就航都市

### 国内線
アラカジュ、ベレン、ベロオリゾンテ、ボア・ヴィスタ、ブラジリア、カンポ・グランデ、クイアバ、クリティーバ、フロリアノーポリス、フォルタレザ、フォス・ド・イグアス、ゴイアニア、イリェウス、ジョアンペソア、ジョインヴィレ、ロンドリーナ、マセイオ、マナウス、ナタール、ナヴェガンテス、ポルト・アレグレ、ポルト・セグーロ、レシフェ、リベイラン・プレト、リオブランコ、リオデジャネイロ、サルヴァドール・ダ・バイーア、サン・ジョゼー・ド・リオ・プレト、サン・ルイス、ヴィトーリア、シャペコ、ジュアゼイロ・ドゥ・ノルチェ、パッソ・フンド、ペトロリーナ、カシアス・ド・スル、マカパ、マリンガ、ポルト・ヴェーリョ、テレジーナ、アラサトゥバ、アラシャ、バウル、カスカーフェル、クリスーマ、ゴベルナドール・バラダレス、イパチンガ、マリリア、プレジデンチ・プルデンチ、レゼンジ、ロンドノーポリス、ウベルランジア、バルジニャ、パルマス、トレス・ラゴアス、ヴィトリア・ダ・コンキスタ

### 国際線
- 南アメリカ
  -  アルゼンチン : ブエノスアイレス、コルドバ、ロサリオ
  -  パラグアイ : アスンシオン、シウダー・デル・エステ
  -  ウルグアイ : モンテビデオ
  -  チリ : サンティアゴ・デ・チレ
  -  ボリビア : サンタ・クルス・デ・ラ・シエラ、コチャバンバ
  -  ペルー : リマ
  -  エクアドル : キト
  -  コロンビア : ボゴタ
  -  ベネズエラ : カラカス
- 中央アメリカ
  -  パナマ : パナマシティ
  -  メキシコ : メキシコシティ、カンクン
- カリブ海諸島
  -  アルバ : オラニエスタッド
  -  バルバドス : クライストチャーチ（英語版）
  -  ドミニカ共和国 : サントドミンゴ、プンタカナ
  -  キューバ : ハバナ
- 北アメリカ
  -  アメリカ合衆国 : アトランタ、ニューヨーク、シカゴ、マイアミ、ダラス、デトロイト、ヒューストン、ロサンゼルス、ワシントンD.C.、オーランド
  -  カナダ : トロント
- ヨーロッパ
  -  ポルトガル : リスボン、ポルト
  -  スペイン : マドリッド、バルセロナ
  -  イタリア : ローマ、ミラノ
  -  フランス : パリ　
  -  イギリス : ロンドン
  -  オランダ : アムステルダム
  -  ドイツ : フランクフルト、ミュンヘン
  -  スイス : チューリッヒ
- アフリカ
  -  アンゴラ : ルアンダ
  -  南アフリカ共和国 : ヨハネスブルク
  -  モロッコ : カサブランカ
  -  トーゴ : ロメ
  -  エチオピア : アディスアベバ
- 中東
  -  トルコ : イスタンブール
  -  カタール : ドーハ
  -  アラブ首長国連邦 : ドバイ
- アジア
  -  中華人民共和国 : 北京

## アクセス

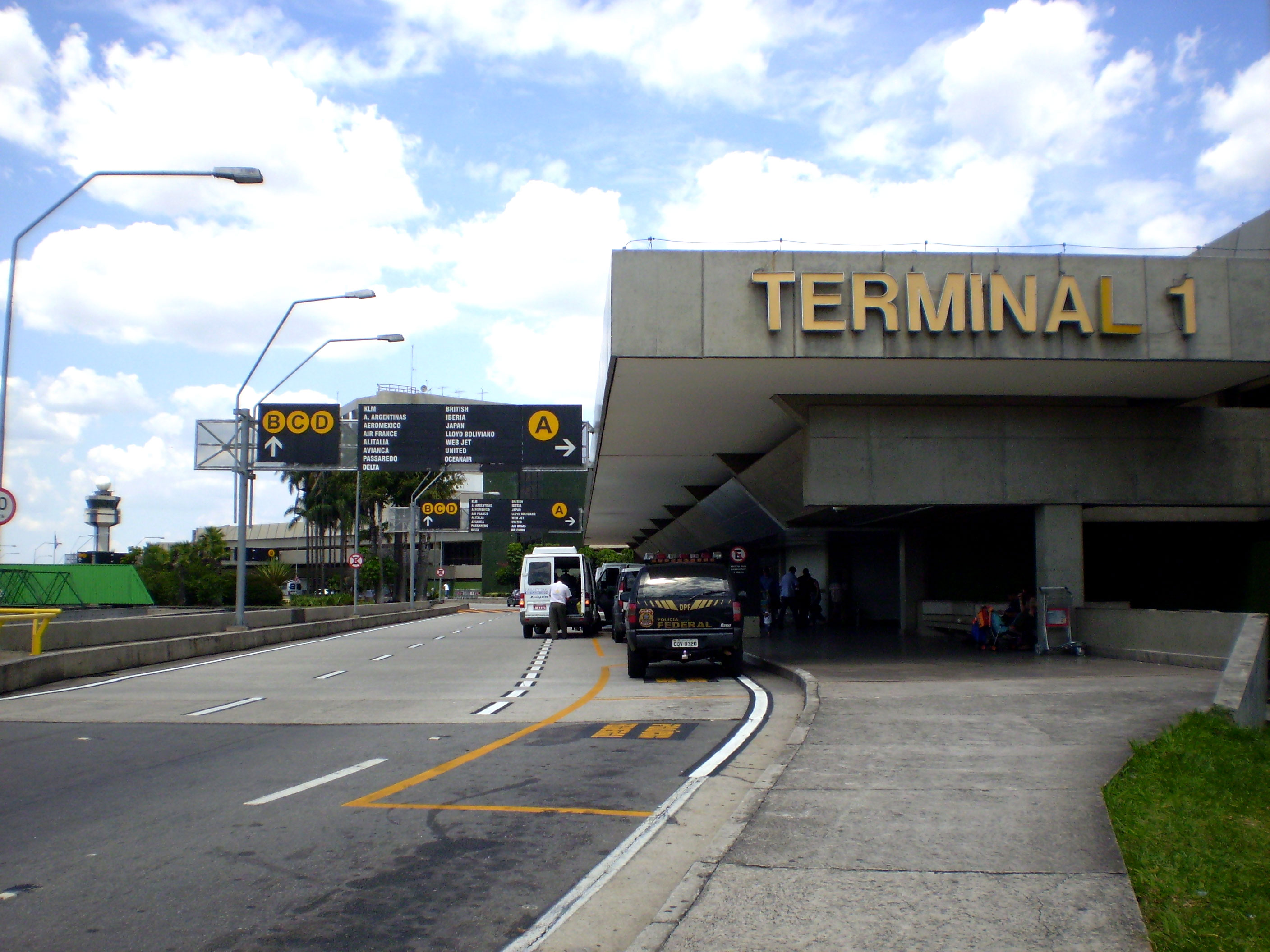
ターミナル1車寄せ

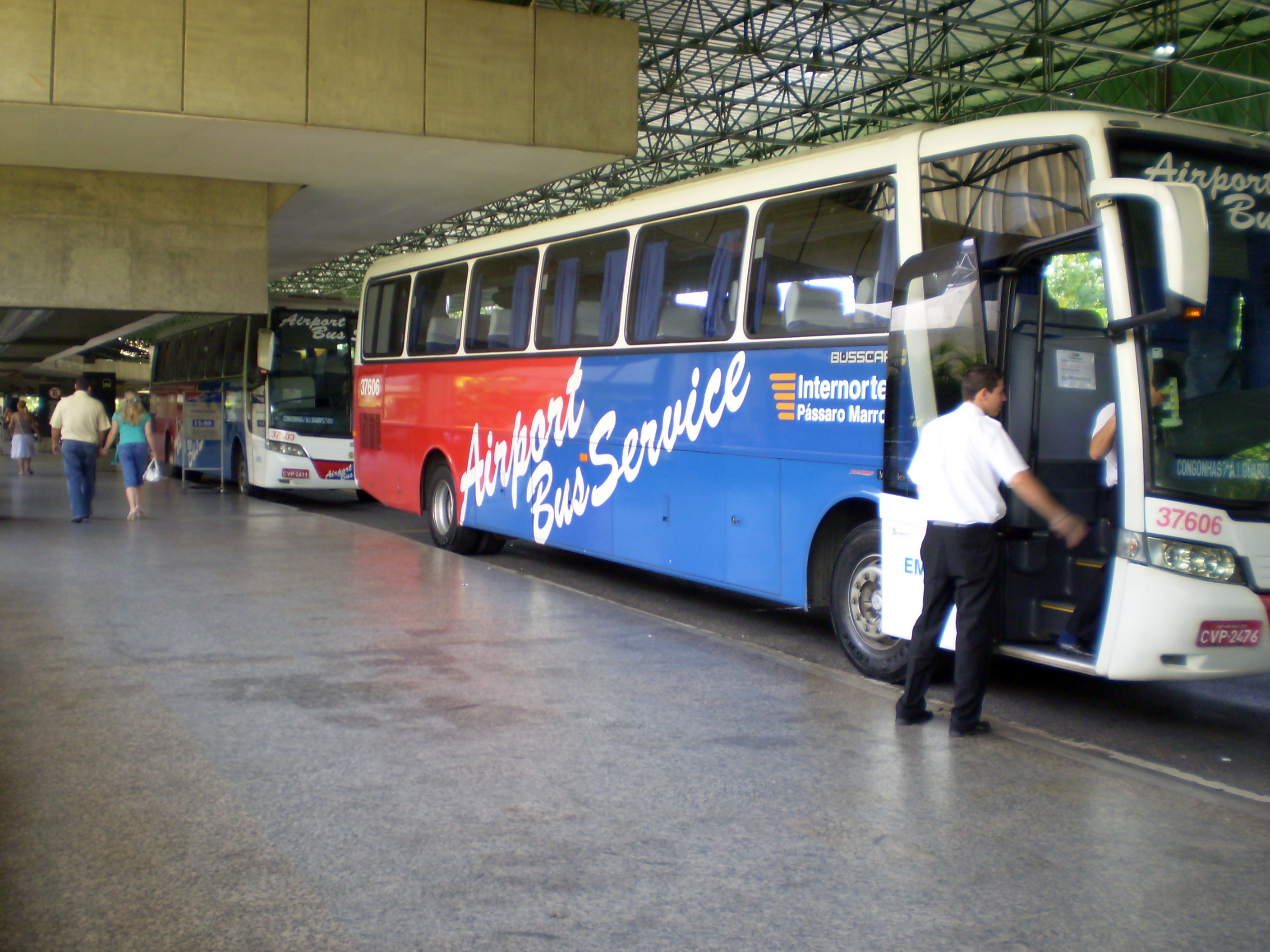
リムジンバス乗り場

空港アクセスはリムジンバス、タクシー、グアルーリョス市に行く市内バス、鉄道によるアクセスは整備されていなかったが、CPTMによる空港連絡鉄道が2018年3月31日に開通した。また、他にも各航空会社がサンパウロ市内にあるコンゴーニャス空港発着便に接続する乗客の為の無料シャトルバスを運行している。
空港からサンパウロ市街へ向かう際に通過する高速道路の一つに、かつて「トラバリャドーレス」（Rodovia dos Trabalhadores-正式名称：サンパウロ州道SP-070号線）という名称で呼ばれていた道路がある。しかし1994年のF1サンマリノGPでアイルトン・セナがレース中に事故死した後、セナの功績を称える為に現在は「アイルトン・セナ高速道路（Rodovia Ayrton Senna）」に名称変更された。

### 鉄道
- CPTMによりグアルーリョス空港駅からエンジェニェイロ・グラール駅までを結ぶ。当初は2005年の完成を見込んでいたが、2018年3月31日に完成。エンジェニェイロ・グラール駅で12号線に乗換が必要となる。2018年7月からルス駅まで、1日4往復と少ないながらも直通急行電車の運行が所要時間約35分で運行予定[4]。ターミナルから鉄道駅までは離れており、バスでの移動となる。

### リムジンバス
- コンゴーニャス空港
- ヘプブリカ広場（Praça da República）
- チエテバスターミナル（Terminal Rodoviário Tietê）
- パウリスタ大通り・アウグスタ通り近辺主要ホテル循環（Circuito dos Hoteis Paulista/Augusta）
- エルドラド・ショッピングセンター（Shopping Eldorado）
- バハフンダバスターミナル（Terminal Rodoviário Barra Funda）

### 市内バス
- タツアペー地下鉄駅ショッピングセンター（Shopping Metrô Tatuapé）
- グアルーリョス市内

### タクシー
タクシーは2種類あり、前もってターミナル到着ロビー車寄せにあるカウンターで行先を告げて、あらかじめ決められた料金の切符を購入（アメリカン・エキスプレスやVISAなどのクレジットカード払いが可能）した後に乗車する「ラジオタクシー」と、通常通りのタクシーメーターによる後払いのタクシーがある。なお、ラジオタクシーには荷物が多い乗客向けのミニバンタイプやバンタイプも用意されている。

## ホテル
空港敷地内にホテルは無いものの、空港周辺にマリオットやベストウェスタンなど複数の国際チェーンの大規模ホテルが存在している。ただし、空港周辺には道路しかないため、どこに行くにも車による移動を要する。

## 事故
- 現地時間2024年8月9日、ブラジル南部パラナ州カスカヴェルからグアルーリョス国際空港に向かっていたボエパス航空2283便（ATR72-500型機）が、当空港にほど近いサンパウロ州ビニェードの住宅地に墜落した。この便には、乗員4名・乗客57名の計61人（うち乗客の1人は、パラナ連邦大教授の日系ブラジル人）が搭乗していたもの、全員死亡。また事故現場付近で複数の住宅が損壊する被害は出たものの、幸いにして周辺住民に負傷者は出なかった。SNSでは、飛行機が回転しながら落下し、煙が上がる様子を撮影した動画が拡散されている[5][6][7]。